# Миљијорини (Пјаченца)
Миљијорини је насеље у Италији у округу Пјаченца, региону Емилија-Ромања.
Према процени из 2011. у насељу је живело 7 становника. Насеље се налази на надморској висини од 519 м.